# Edmond Lecesne
Pour les articles homonymes, voir Lecesne.
Désiré Edmond Lecesne, né le 18 octobre 1813 et mort le 14 février 1895 à Arras, est un avocat et historien local français. En 1836, il épouse Adélaïde Louison Julie Aurélie Crespel, fille de l'industriel Louis Crespel-Dellisse. Il devient membre de l'Académie d'Arras en 1853, ainsi que de plusieurs autres sociétés savantes. Il a été adjoint au maire de la ville d'Arras et a été fait chevalier de la Légion d'honneur le 11 août 1864. Il est l'auteur de nombreux ouvrages sur l'histoire d'Arras. 

## Publications
- Notice historique sur l'échevinage d'Arras, Arras : impr. de Rousseau-Leroy, 1866.
- Administration du Cardinal de Granvelle dans les Pays-Bas, Arras : Impr. A. Courtin, 1869. Disponible en texte intégral sur LillOnum
- Histoire d'Arras : depuis les temps les plus reculés jusqu'en 1789. Tome 1, Arras : Rohard-Courtin, 1880. Disponible en texte intégral sur LillOnum
- Histoire d'Arras : depuis les temps les plus reculés jusqu'en 1789. Tome 2, Arras : Rohard-Courtin, 1880. Disponible en texte intégral sur LillOnum